# Ferrara
Ferrara je italské město v oblasti Emilia-Romagna, hlavní město stejnojmenné provincie. Leží na řece Pád a jeho historické centrum je součástí světového dědictví UNESCO. Je sídlem arcibiskupa a univerzity, založené roku 1391.

## Historie

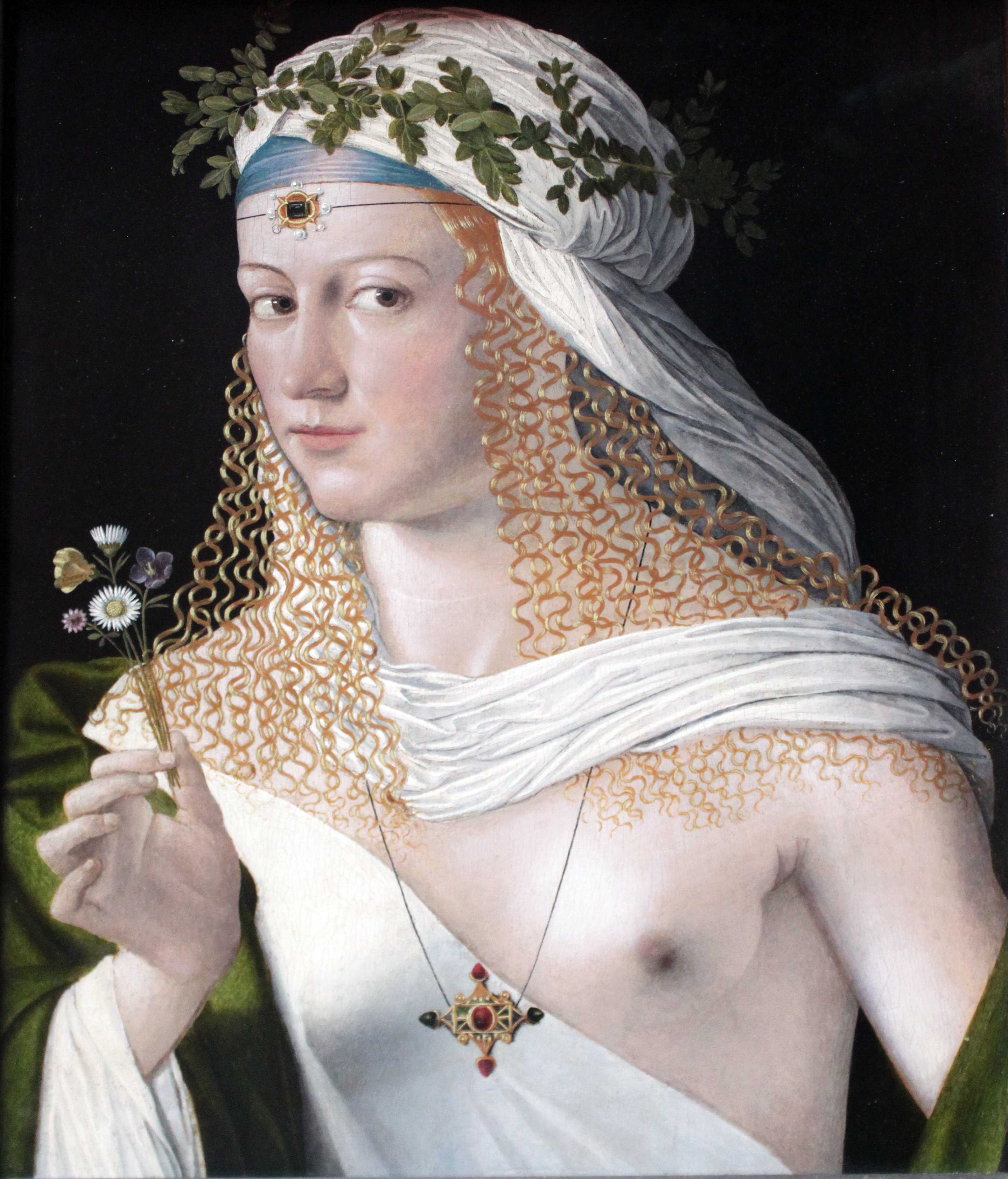
B. Veneto: Kurtizána, domněle Lucrezia Borgia

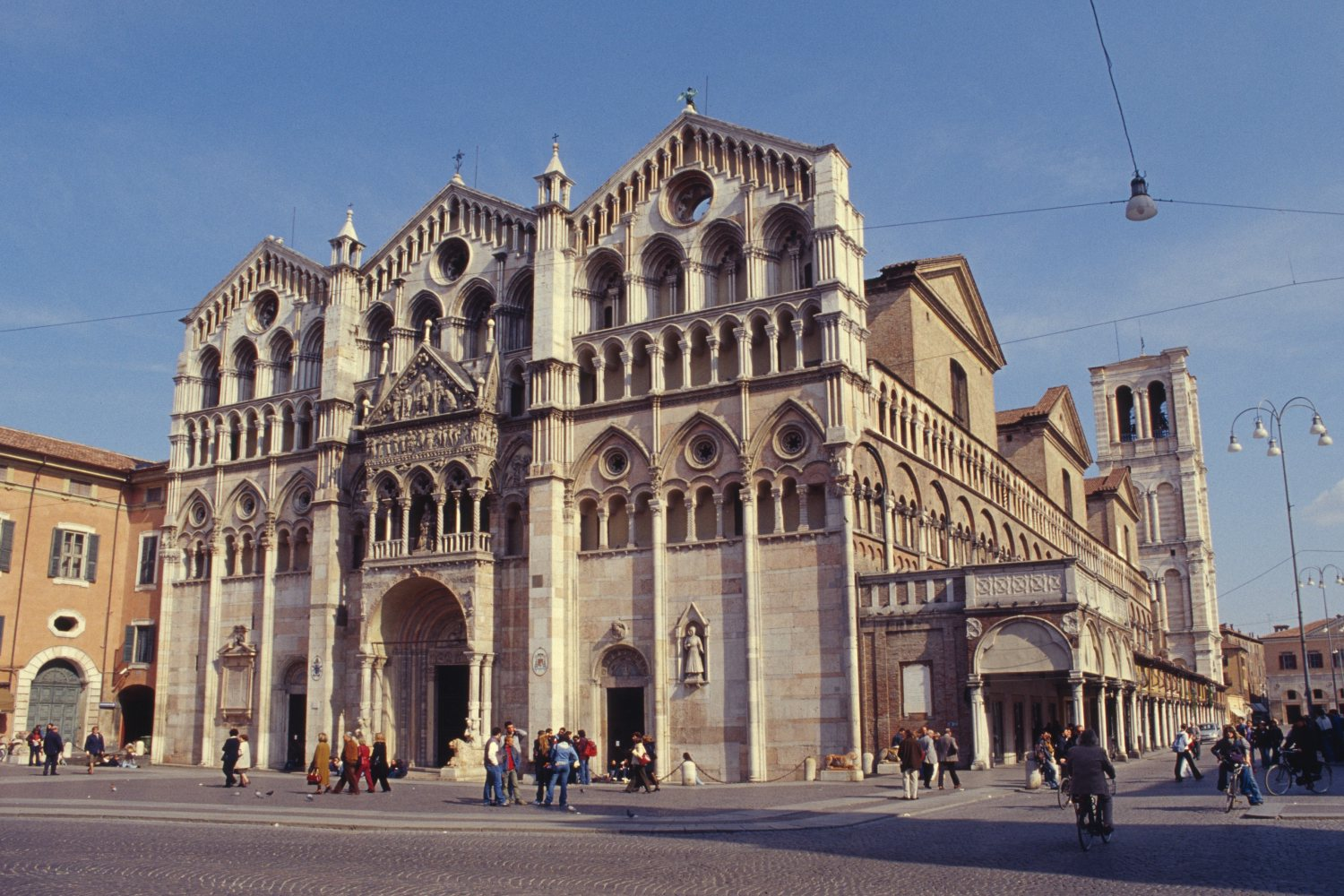
Katedrála sv. Jiří

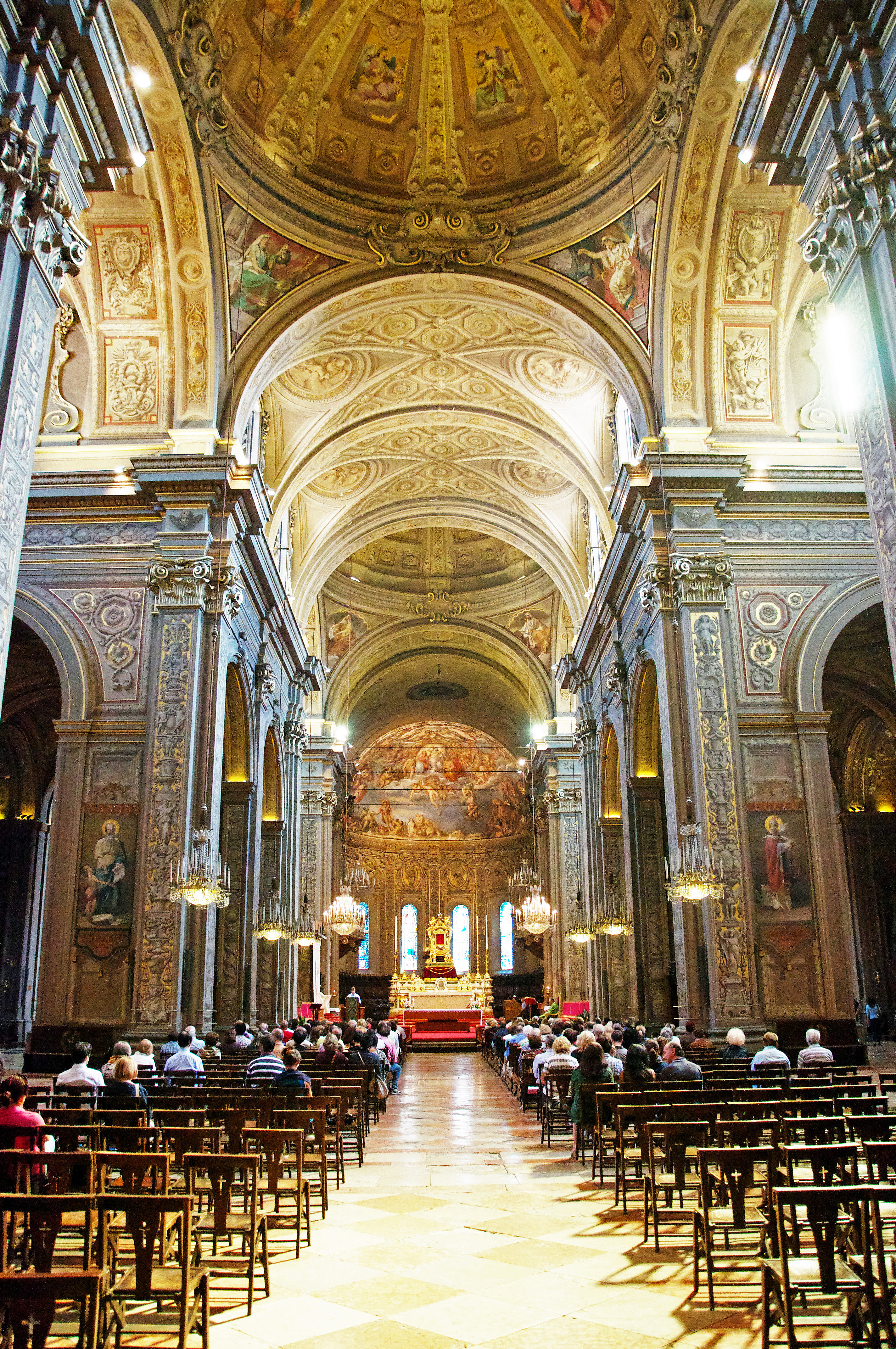
Interiér

Počátky osídlení jsou archeologickými nálezy datovány do 6. století př. n. l., kdy zde byla osada Etrusků, kterou vystřídali Římané.
Ve 4. století bylo ve Ferraře zřízeno biskupství a město se ve druhé polovině 6. století stalo centrem jednoho z langobardských vévodství (dukátů). Ve 12. století získala Ferrara samosprávu (člen Lombardské ligy) a od roku 1196, resp. 1208, byla s krátkou přestávkou pod vládou rodu Este, když Azzo I. byl zároveň markrabětem z Este (zprvu s titulem podesta). Od roku 1240 vládl rod Este ve Ferraře s titulem knížat a ovládl odtud i Modenu (1260/88) a Reggio v Emilii. V letech 1308–1317 se Ferrara dočasně ocitla pod vládou Benátek a vzápětí papežů. Roku 1391 byla založena univerzita, kde studoval například Mikuláš Koperník.
V roce 1471 byla Ferrara povýšena na vévodství pod svrchovaností Církevního státu, který roku 1597 území (po vymření přímé linie panujícího rodu) připojil a s nímž sdílela další osudy, až byla 1860/61 připojena k Italskému království.

### Vládci Ferrary
Rod Este
- 1196 – 1212	Azzo I., jako markýz z Este Azzo VI.
- 1212 – 1215	Aldobrandino I.
- 1215 – 1264	Azzo II. (VII.)
- 1264 – 1293	Obizzo I., od 1289 pán Modeny
- 1293 – 1308	Azzo III.
- 1308		Fresco
- 1308 – 1317	nadvláda Benátek
- 1317 – 1335	Rinaldino
- 1317 – 1344	Niccolò I.
- 1317 – 1352	Obizzo II.
- 1352 – 1361	Aldobrandino II.
- 1361 – 1388	Niccolò II. d'Este
- 1388 – 1393	Albert d'Este
- 1393 – 1441	Niccolò III. d'Este
- 1441 – 1450	Leonello d'Este

Vévodové
- 1450 – 1471	Borso d'Este, od 1452 vévoda modenský, od 1471 ferrarský.
- 1471 – 1505	Herkules I.
- 1505 – 1534	Alfons I. (2. manželka Lucrezia Borgia)
- 1534 – 1559	Herkules II.
- 1559 – 1597	Alfons II.

Od roku 1598 patřila Ferrara k Církevnímu státu.

## Památky
Město má velké historické centrum s úzkými ulicemi, lemovanými paláci.
- Městské hradby z 15.–16. století zachované téměř v úplné délce 9 km
- Katedrála svatého Jiří (Duomo di San Giorgio), trojlodní bazilika, vysvěcená roku 1135, dokončená ve 13. století+ trojosé trojpatrové průčelí, jemuž odpovídají 2 patra postranních galerií, renesanční zvonice/kampanila z let 1451–1493, architekt Leon Battista Alberti. Barokní výzdoba interiéru z roku 1712;
- Hrad rodiny d’Este (Castello Estense) uprostřed města, založen 1385, upraven po požáru roku 1545; cihlová stavba na čtvercovém půdorysu, se čtyřmi věžemi, dnes muzeum a zbrojnice
- Radnice ze 14. století, nárožní budova s věží
- Diamantový palác (Palazzo dei Diamanti) – renesanční stavba nazvaná podle diamantové bosáže fasády z mramorových jehlanců
- Palác rodiny Schifanoia(Palazzo Schifanoia) – renesanční „volnočasový“ palác rodiny d'Este
- Bývalý klášterní kostel San Romano – nyní katedrální muzeum s pokladnicí, naproti katedrále na Piazza Trento
- další kostely: San Francesco, Corpus Domini, Santa Maria in Vado aj.
- Palác Lodovika Mora (Pallazo di Lodovico Moro) – na jihu města, nyní Archeologické muzeum.[3], zlatnická sbírka
- Lapidarium (Museo lapidario) – sbírka etruských a římských památek, převážně kamenných a keramických

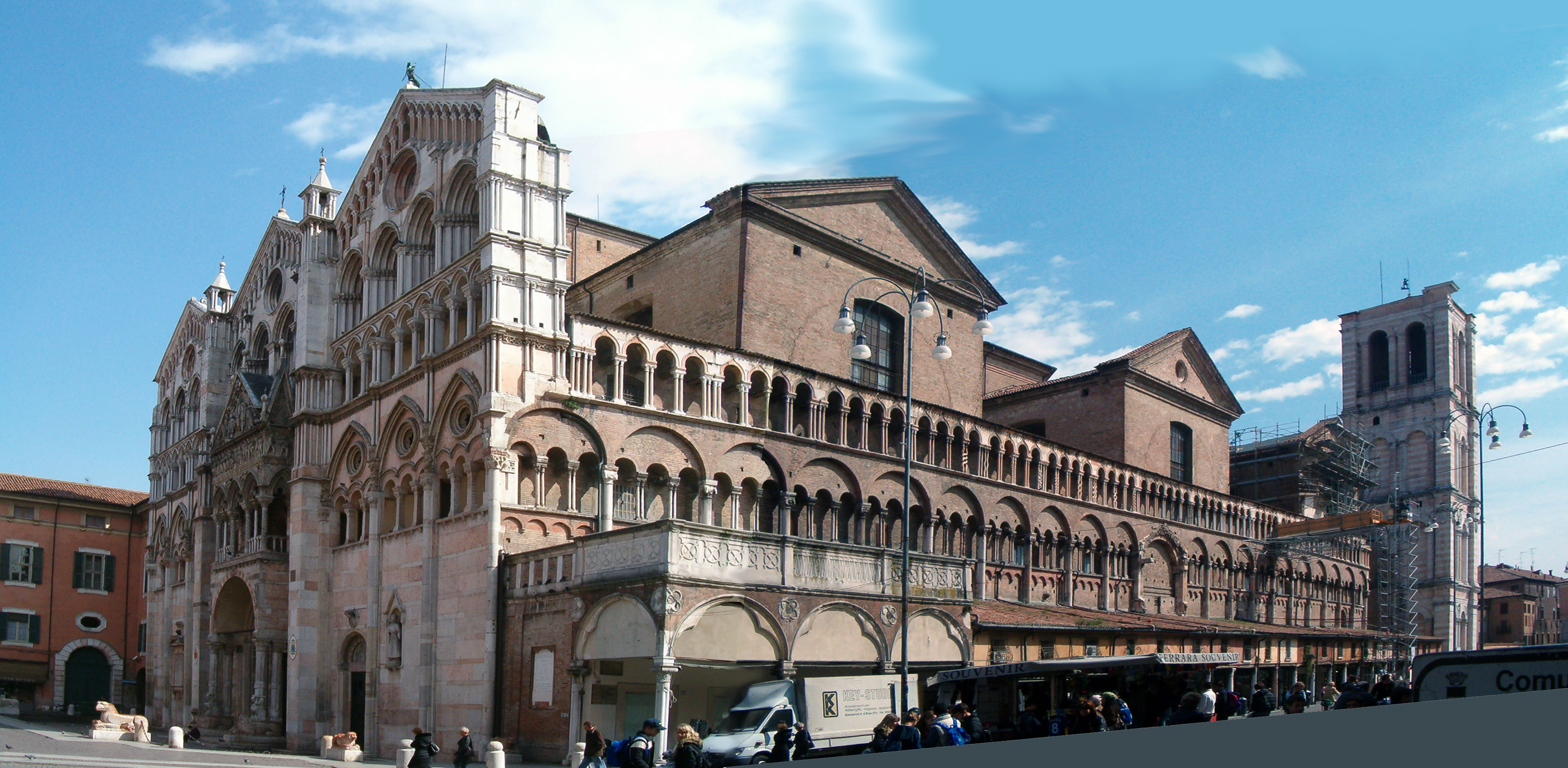
Katedrála
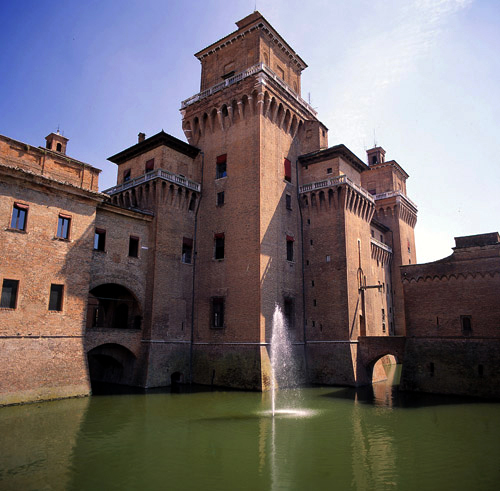
Hrad rodiny d‘Este
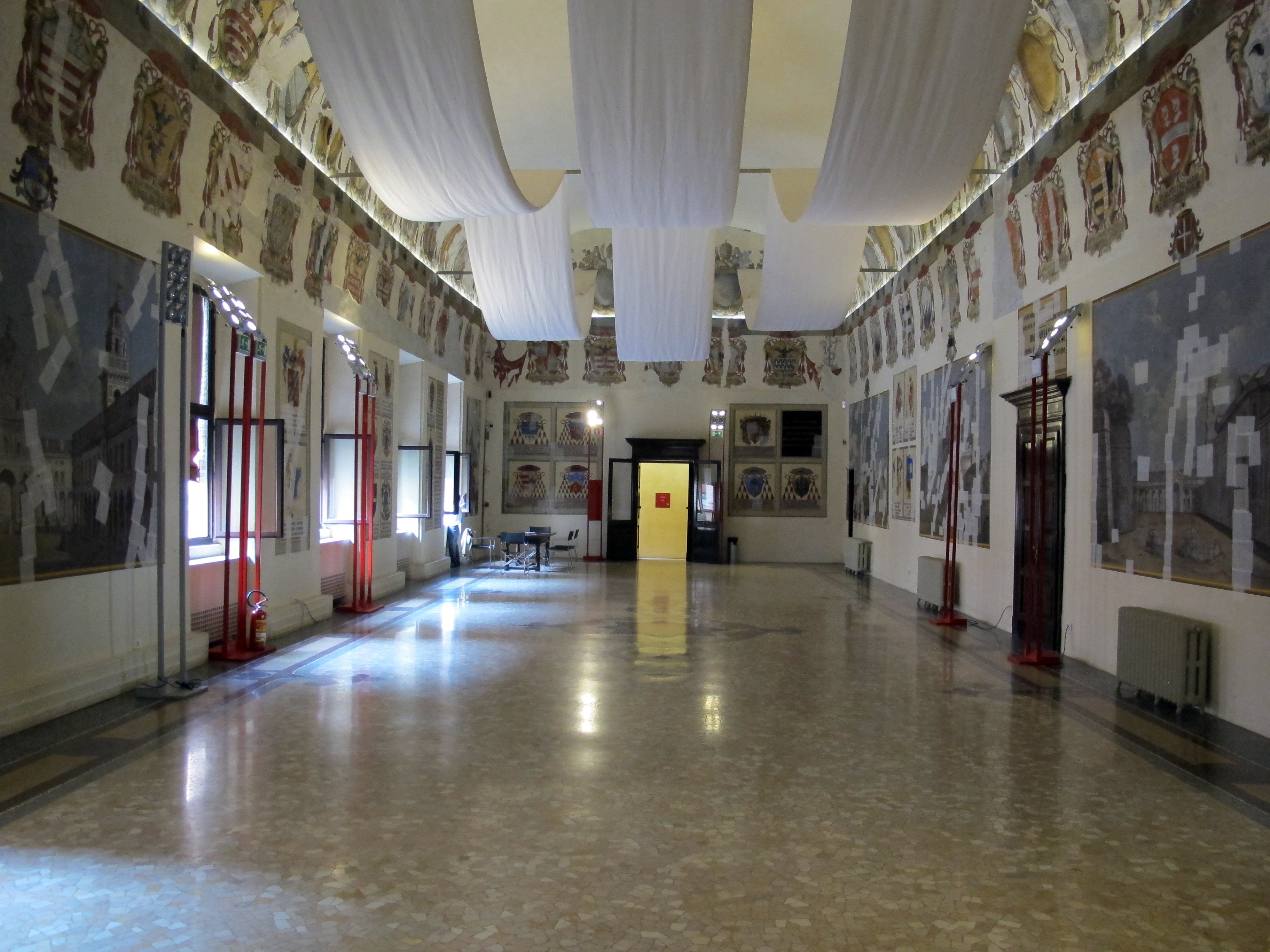
Erbovní sál hradu
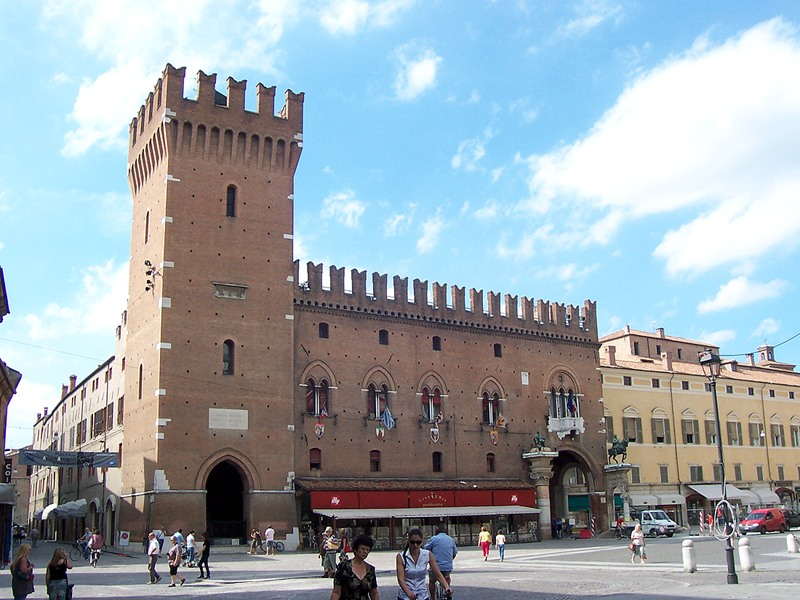
Radnice
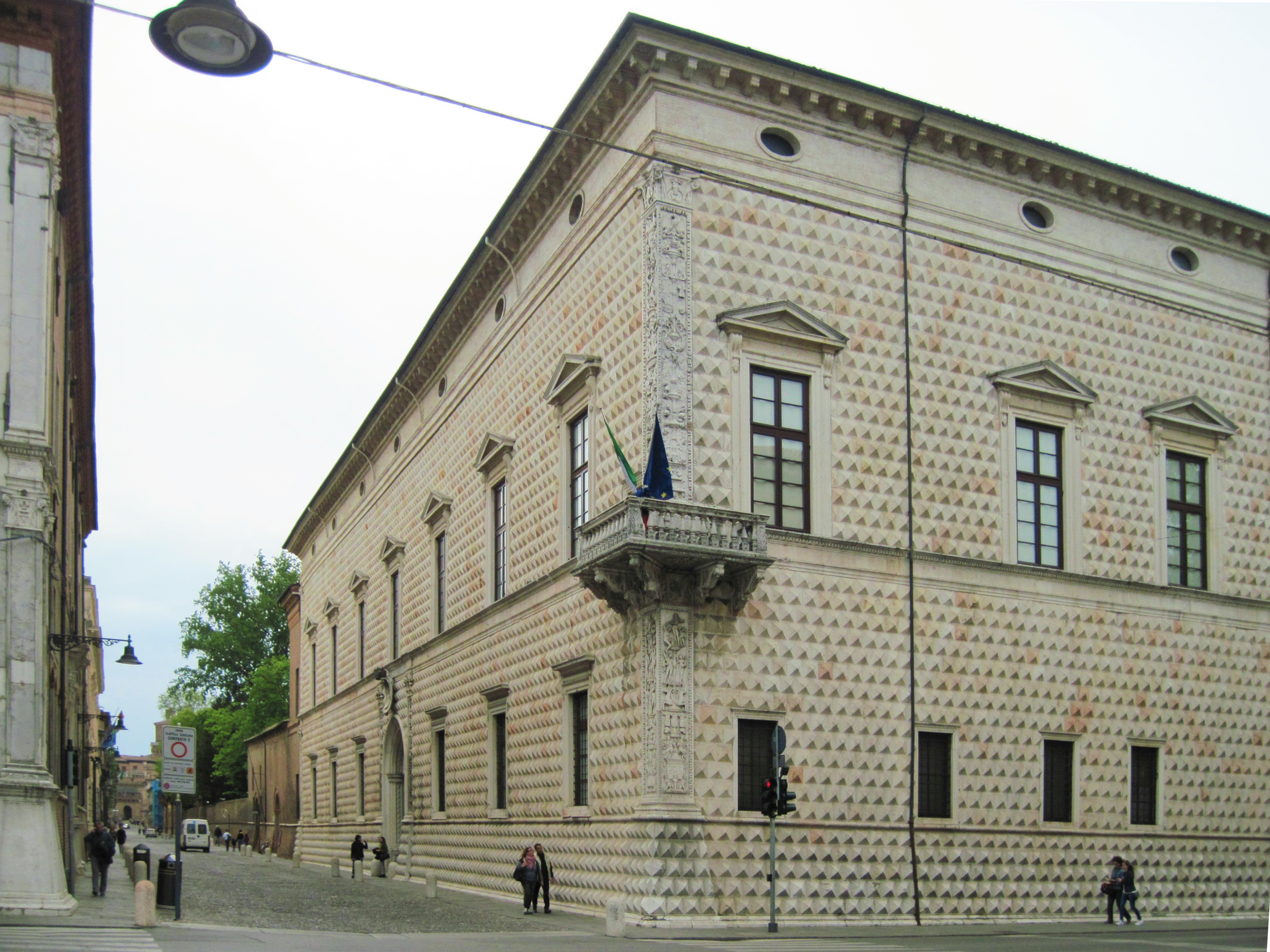
Palazzo dei Diamanti
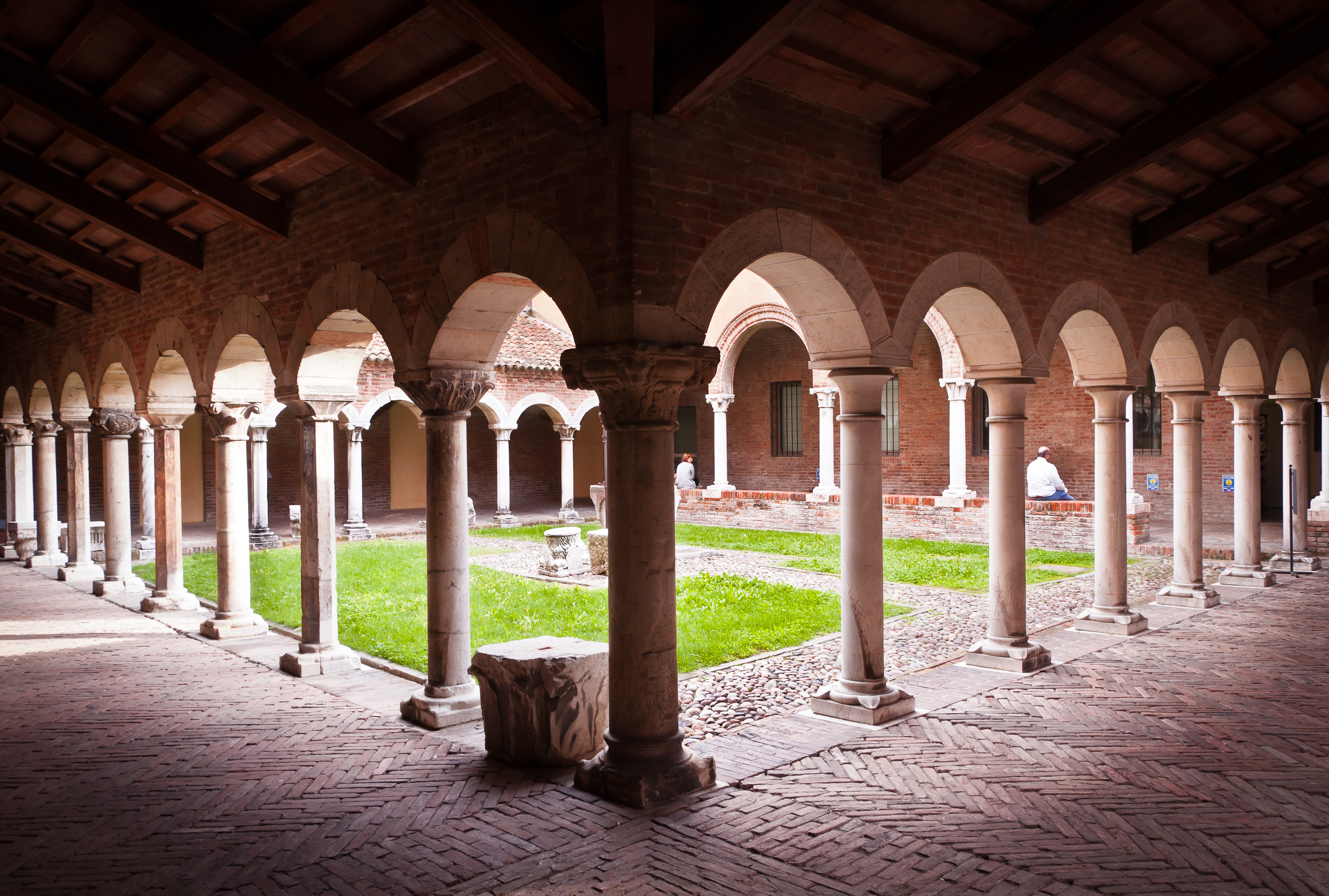
San Romano (katedrální muzeum), křížová chodba
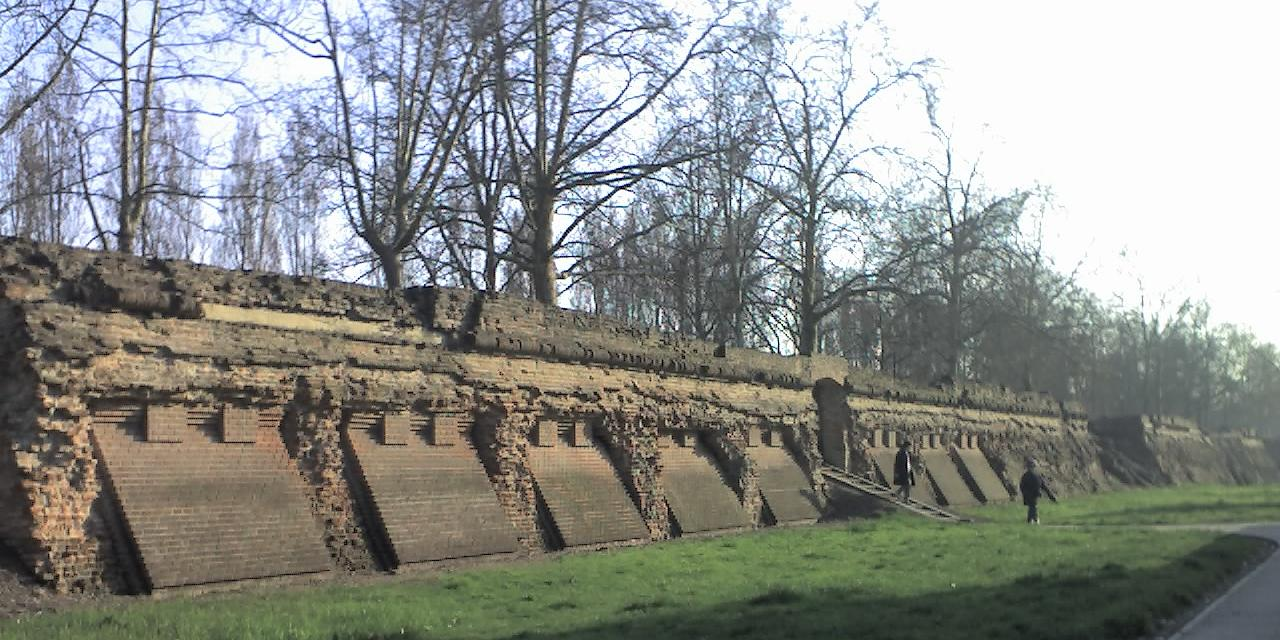
Renesanční cihlové hradby

### Galerie

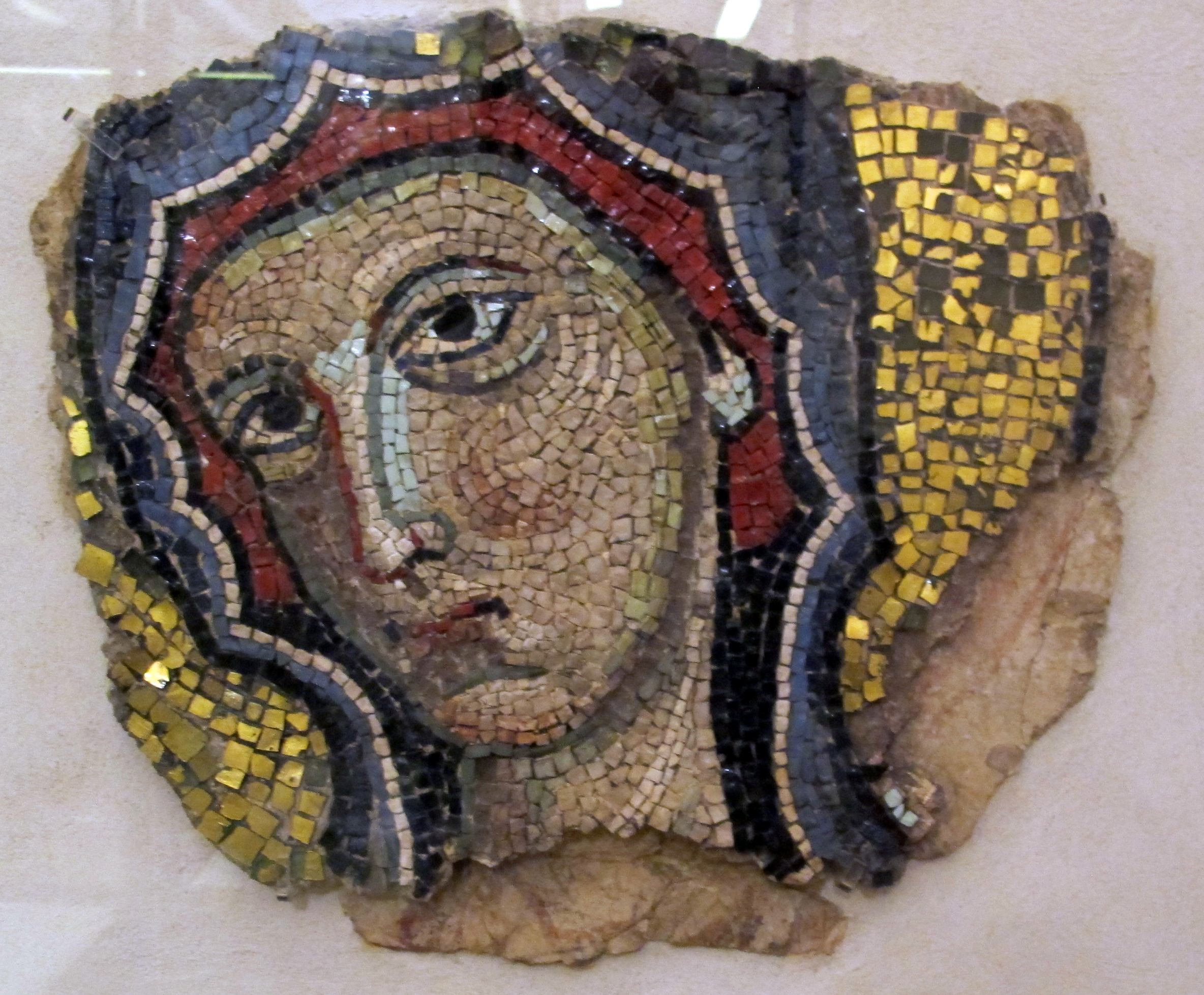
Katedrální muzeum, Hlava P. Marie. Mozaika, kolem 1150
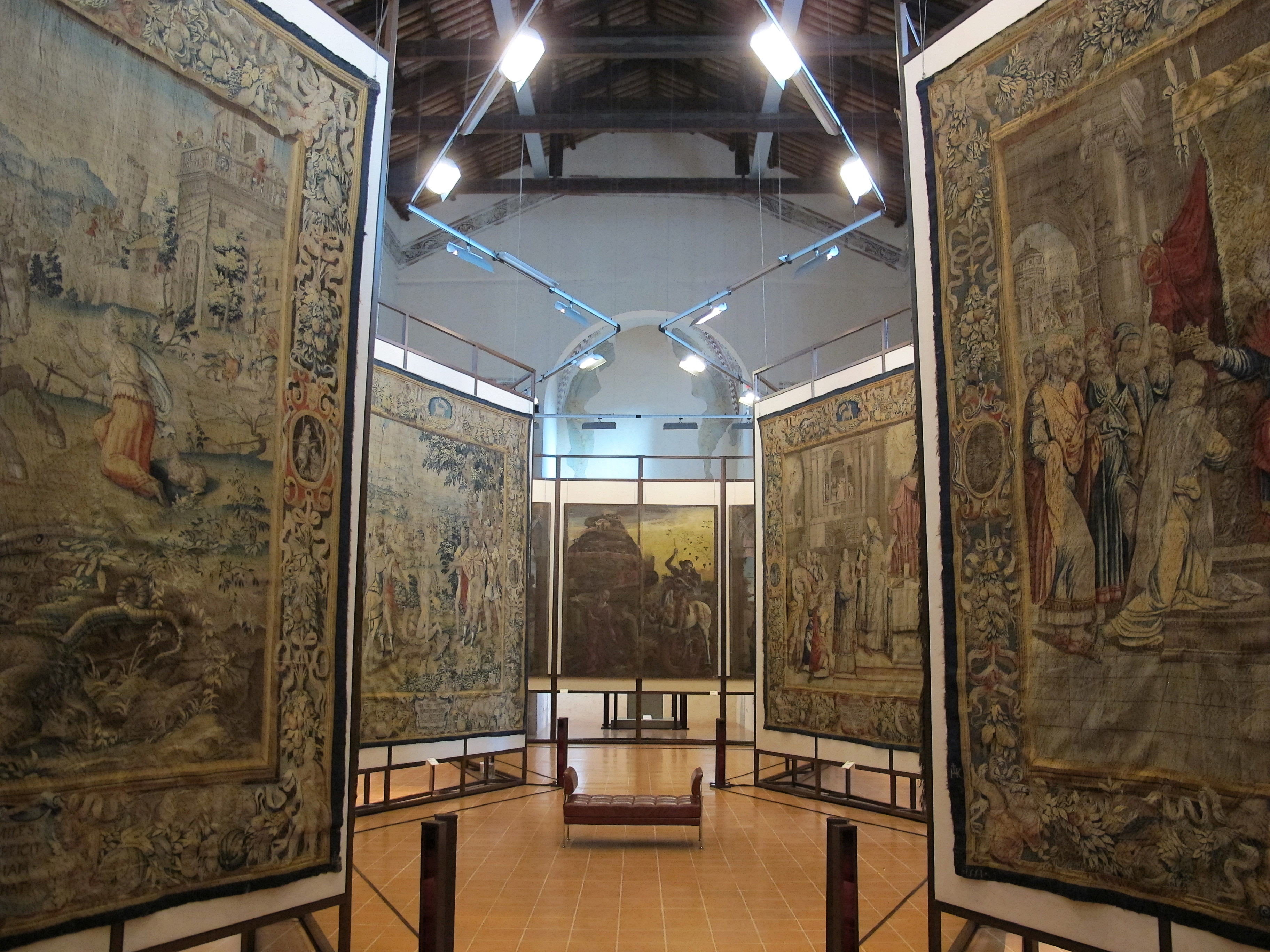
Katedrální muzeum, tapiserie
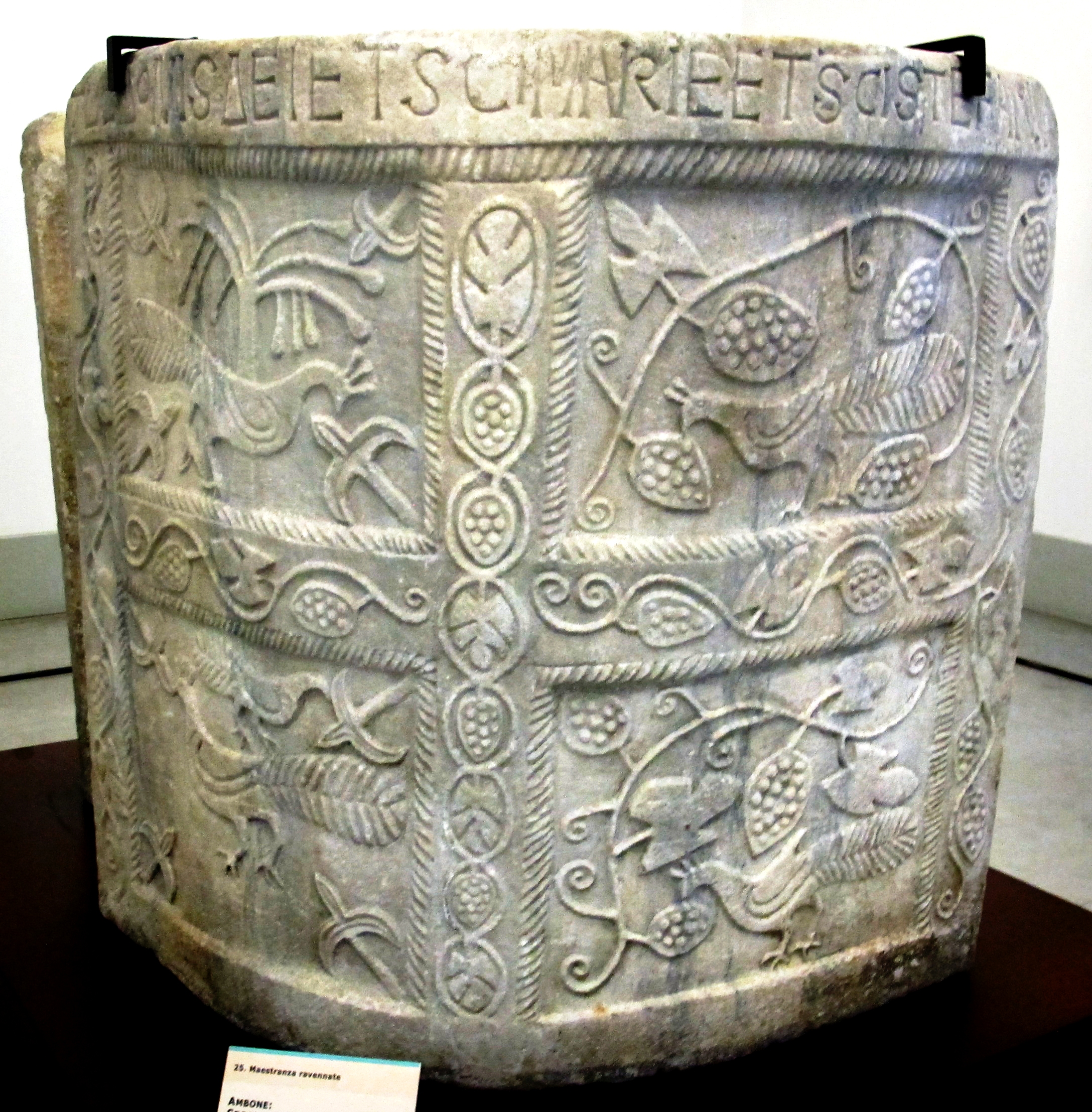
Kazatelna, 8. stol
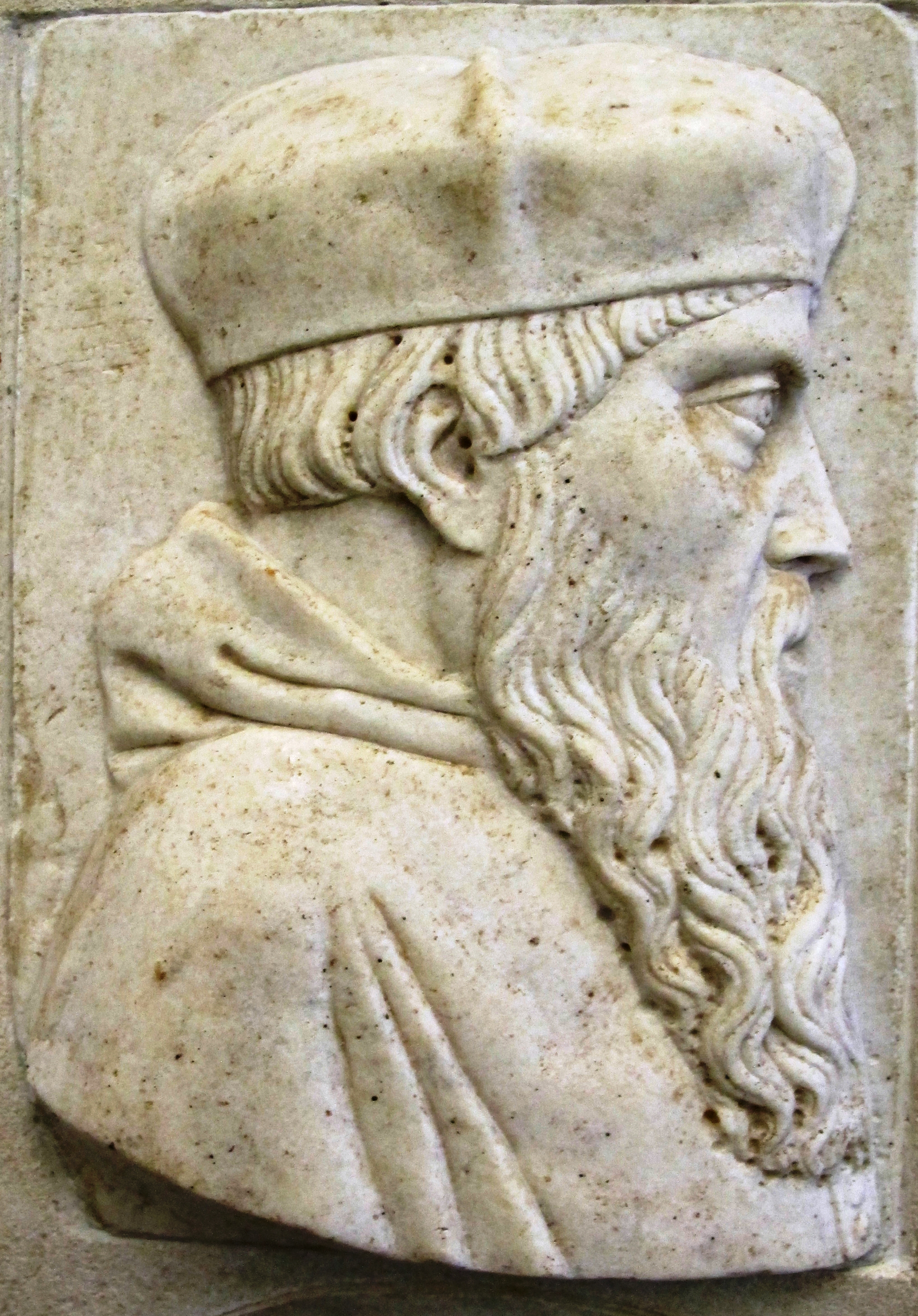
Portrét kardinála Bessariona (konec 15. stol.)

## Vývoj počtu obyvatel
Počet obyvatel

## Osobnosti města
- Francesco del Cossa (1436 – 1477), italský malíř
- Girolamo Savonarola (1452 – 1498), italský dominikánský řeholník, náboženský a politický reformátor, fanatický kazatel
- Lorenzo Costa (1460 – 1535), italský renesanční malíř
- Isabella d'Este (1474 – 1539), markýza z Mantovy, významná postava italské renesance a jedna z nejvýznamnějších postav tehdejší politiky a kultury
- Giovanni Boldini (1842 – 1931), italský, ve Francii působící žánrový malíř a portrétista.
- Italo Balbo (1896 – 1940), italský letec. velitel tzv. černých košil a věrný následovník Benita Mussoliniho
- Michelangelo Antonioni (1912 – 2007), italský filmový režisér a scenárista
- Giorgio Bassani (1916 – 2000), italský romanopisec, básník a esejista

## Partnerská města
- Highland Park, USA
- Kaufbeuren, Německo
- Koper, Slovinsko
- Krasnodar, Rusko
- Lérida, Španělsko
- Saint-Étienne, Francie
- Sarajevo, Bosna a Hercegovina
- Swansea, Velká Británie
- Szombathely, Maďarsko
- Tartu, Estonsko
- Žilina, Slovensko